# Amazon Spheres
Amazon Spheres là một công trình xây cất bao gồm ba nhà kính hình cầu, nó cũng là một phần của khuôn viên trụ sở chính của Amazon ở Seattle, Washington, Hoa Kỳ. Được thiết kế bởi NBBJ và công ty cảnh quan Site Workshop, ba mái vòm bằng kính của nó được bao phủ bởi các tấm hình khối 6 mặt ngũ giác và đóng vai trò như một phòng khách và nơi làm việc của các nhân viên. Các quả cầu, cao từ ba đến bốn tầng, chứa 40.000 cây trồng trong nhà, cũng như chỗ hội họp và các cửa hàng bán lẻ. Chúng nằm liền kề tòa nhà Ngày 1 (tòa nhà chọc trời, một trong những trụ sở chính của Amazon) trên Đường Lenora. Khu phức hợp này mở cửa cho nhân viên Amazon và hạn chế người dân ra vào kể từ ngày 30 tháng 1 năm 2018. Các quả cầu được mở chủ yếu cho các nhân viên của Amazon, nhưng cũng mở cửa cho công chúng thông qua các chuyến tham quan trụ sở trung ương hàng tuần và có chỗ triển lãm ở tầng trệt.

## Thiết kế

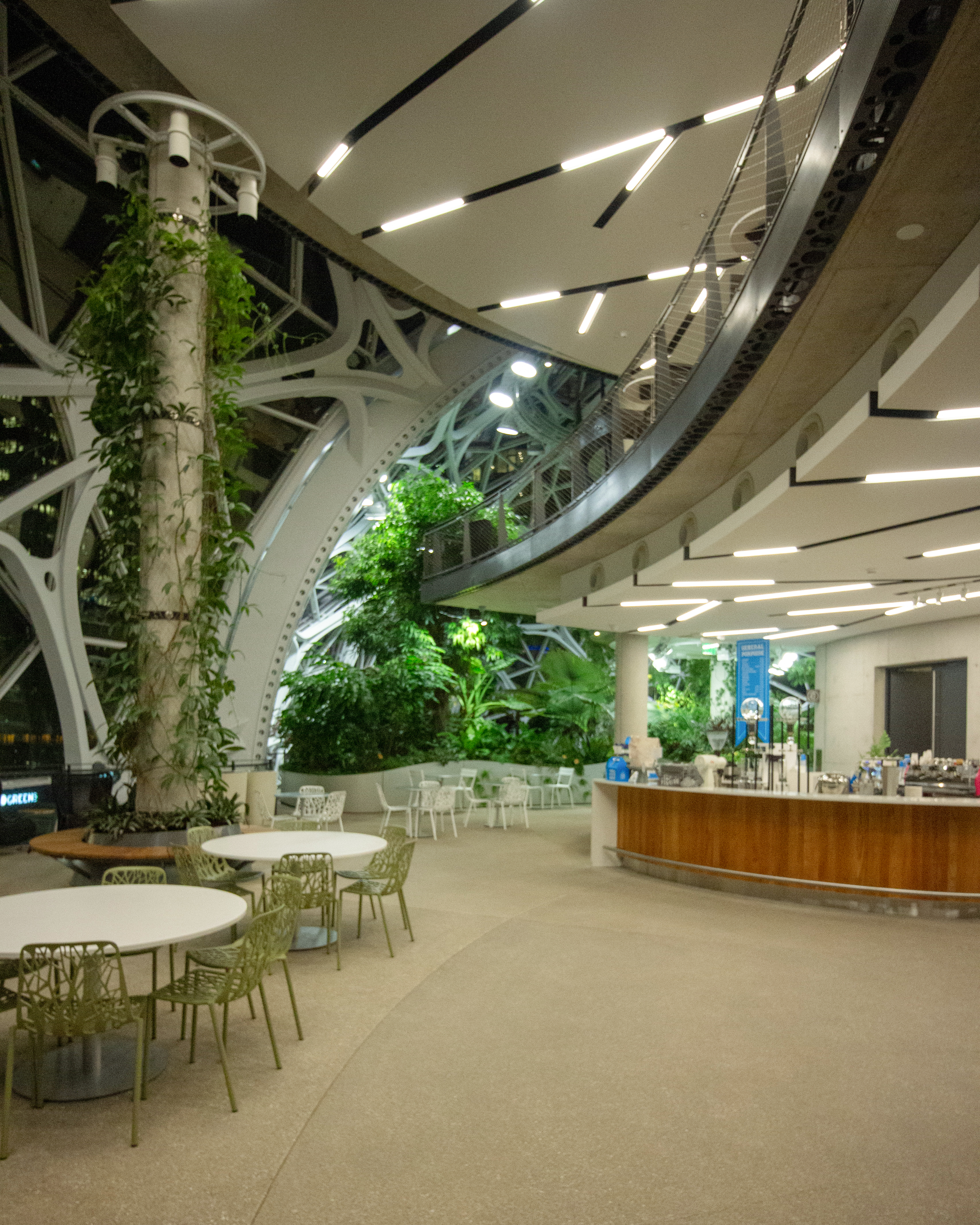
Khu vực chung và quán cà phê ở khu trung tâm

Tòa nhà có dạng các quả cầu nằm dọc theo Đường Lenora giữa Đại lộ 6 và 7, bên dưới tòa nhà Ngày 1 trong khuôn viên trụ sở chính của Amazon tại Seattle. Ba mái vòm hình cầu giao nhau có chiều cao từ 80 đến 95 foot (24 đến 29 m) và chiếm một nửa khối phố. Hơn 2.600 tấm kính và 560 tấn thép, được sắp xếp với các tấm năm cạnh của một khối lục giác ngũ giác.
Hình cầu lớn nhất, nằm ở trung tâm, cao bốn tầng và có diện tích 3.225 foot vuông (299,6 m2); nó có nhà ăn, cầu thang, thang máy và phòng tắm. Trục cầu thang được bao phủ bởi một "bức tường sống" bốn tầng với 25.000 loài thực vật, bao gồm cả những loài ăn thịt từ châu Á. Amazon Spheres có chỗ họp, bàn và ghế dài có thể chứa tổng cộng 800 người.
Tòa nhà phức hợp này, được giới truyền thông đặt cho biệt danh là "những trái banh của Bezos", đã trở thành một địa danh nổi tiếng và thu hút khách du lịch cho khu vực Tam giác Denny ngay khi bắt đầu xây dựng. Cấu trúc xây dựng đã được so sánh với kiến trúc mang tính biểu tượng của thành phố là Space Needle, một tháp đài quan sát cao 184 m được xây dựng như một cột mốc tương lai cho Triển lãm Thế kỷ 21 vào năm 1962. Nó được thiết kế với những ảnh hưởng từ thiết kế xanh, kết hợp thiên nhiên vào môi trường xây dựng.

## Cây cối
Amazon Spheres có trồng 40.000 thực vật có nguồn gốc từ 50 quốc gia và được chia thành ba khu vực, với các mái vòm phía tây và phía đông được phân chia thành Thế giới cũ và Thế giới mới. Các nhà mái vòm được giữ ở nhiệt độ 72 °F (22 °C) và độ ẩm 60 phần trăm vào ban ngày.  Amazon đã thuê một chuyên gia trồng trọt toàn thời gian để trồng 40.000 cây của tòa nhà trong thời gian ba năm tại một nhà kính ở Redmond. Amazon sau đó tặng chỗ trong nhà kính này cho chương trình thực vật học của Đại học Washington trong quá trình cải thiện Tòa nhà Khoa học Đời sống của họ vào năm 2016. Trong số 40 đến 50 cây thân gỗ trong Amazon Spheres, cây lớn nhất cao 55 foot (17 m) là Cây Ficus rubiginosa, có biệt danh "Rubi", được đưa vào tòa nhà bằng xe cần cẩu trong tháng 6 năm 2017.
Một hoa xác thối khổng lồ Amorphophallus titanum có tên "Morticia" đã nở trong 48 giờ vào tháng 10 năm 2018, thu hút 5.000 du khách vào Amazon Spheres khi Amazon mở cửa cơ sở cho công chúng vào xem trong thời gian có hạn định. Một  hoa xác thối khổng lồ khác cao hơn, tên là Bellatrix, đã nở vào tháng 6 năm 2019 đưa đến một buổi tham quan công cộng khác thu hút rất nhiều đám đông.

## Lịch sử

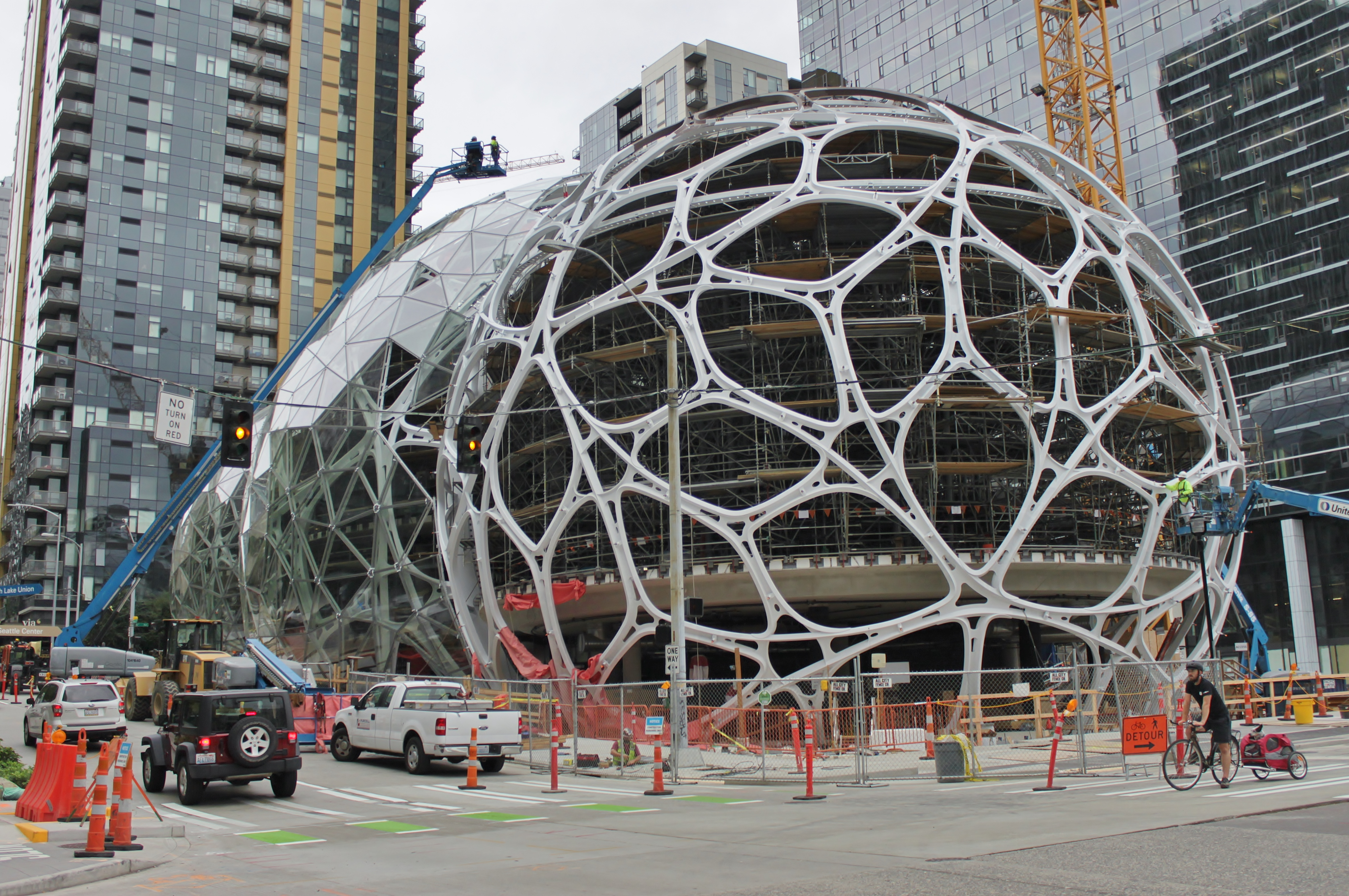
Cấu trúc thép quả cầu phía đông vào tháng 8 2016, trong lúc lắp ráp các tấm kính

Amazon bắt đầu lên kế hoạch xây dựng một khuôn viên trụ sở chính ở Seattle vào đầu những năm 2010, mua lại ba khu nhà ở khu Tam giác Denny vào năm 2012. Thiết kế ban đầu cho tòa tháp thứ hai bao gồm một tòa nhà sáu tầng với không gian làm việc linh hoạt và một trung tâm hội họp, nhưng sau đó được đổi thành một nhà kính hình cầu. Thiết kế sửa đổi của NBBJ, được phát triển từ năm 2012, được công bố vào tháng 5 năm 2013 trước phản ứng trộn lẫn từ hội đồng xét duyệt thiết kế dự án của thành phố. Trong khi được ca ngợi là một thiết kế táo bạo, nó bị chỉ trích vì thiếu khả năng che chắn mưa, không cho công chúng ra rào, và số lượng năng lượng cần thiết để điều hòa cơ sở. Vào tháng 8, NBBJ đưa ra một thiết kế cập nhật thay thế các kết cấu thép hỗ trợ dưới kính bằng các dạng hữu cơ được gọi là "khối cầu Catalan". Hội đồng xét duyệt thiết kế của thành phố đã phê duyệt thiết kế vào tháng 10 năm 2013, sau khi có những thay đổi nhỏ đối với cấu trúc bên dưới.
Việc xây dựng tại Amazon Spheres bắt đầu vào năm 2015,  và những mảnh cấu trúc thép đầu tiên đã được lắp dựng vào tháng 2 năm 2016. Thép được sơn màu trắng và được bao phủ bởi các tấm kính đã được lắp đặt bắt đầu từ tháng 4. Cây đầu tiên,  một cây dương xỉ Úc, được chuyển từ nhà kính Redmond và được trồng vào tháng 5 năm 2017.
Tòa nhà được khánh thành vào ngày 29 tháng 1 năm 2018, bởi Jeff Bezos, Thị trưởng Jenny Durkan, Giám đốc điều hành hạt Dow Constantine và Thống đốc Jay Inslee. Bezos đã mở khu phức hợp một cách nghi thức bằng lệnh miệng với Alexa. Nó được mở cửa cho các nhân viên của Amazon vào ngày hôm sau, cùng với một cuộc triển lãm cho công chúng có tên là "Understory" bên dưới tòa nhà. Quần chúng được vào qua các chuyến tham quan có hướng dẫn hàng tuần đến khuôn viên trụ sở chính của Amazon và chương trình đặt chỗ cuối tuần hai lần hàng tháng. Nó tạm thời bị đóng cửa đối với công chúng trong đại dịch COVID-19.